# Chongqing (destroyer)
Le Chongqing (133) (en chinois : 重庆)  est un destroyer de type 051 de la marine de l'Armée populaire de libération (PLAN).

## Historique
Chongqing a été lancé le 31 octobre 1980 au Hudong-Zhonghua Shipbuilding de Shanghai et mis en service le 15 novembre 1982.
Le PLAN a commencé la conception d'un navire de guerre armé de missiles guidés en 1960 sur la base de le frégate soviétique Neustrashimy, avec des caractéristiques des destroyers de classe Kotline, mais la rupture sino-soviétique a cessé cette coopération. Le travail a repris en 1965 avec neuf navires commandés. La construction a commencé en 1968, avec des essais commençant en 1971. Les navires sont nominalement entrés en service au début des années 1970, mais peu étaient pleinement opérationnels avant 1985 en raison de la révolution culturelle. 
La construction du deuxième lot a commencé en 1977, avec la dernière mise en service en 1991. Le deuxième lot peut avoir été commandé en raison de la révolution culturelle perturbant le développement d'une classe successeur.  Ces navires peuvent être désignés de Type 051D. Le PLAN a lancé un programme de modernisation avorté pour le premier lot en 1982. Les navires seraient reconstruits avec des armes et des capteurs britanniques acquis à British Aerospace. La guerre des Malouines a rendu les mises à niveau potentielles moins impressionnantes et moins rentables, et le projet a été annulé en 1984. Un projet de mise à niveau de 1986 utilisant des centrales électriques américaines, des armes, des capteurs et des ordinateurs a été annulé en raison des Manifestations de la place Tian'anmen en 1989.

## Préservation
Elle a été désarmée le 26 septembre 2014  et se trouve actuellement au parc à thème militaire Tianjin Binhai, à Tianjin, en face du porte-avions Kiev, en tant que navire musée.